# Атырауский областной архив
Атырауский областной архив — государственный архив Атырауской области Казахстана.
Постановлением Всесоюзного Центрального Исполнительного Комитета от 6 мая 1928 года был организован как окружной архив, затем — Уральский филиал Центрального архива Каз АССР (1931), окружной архив (1933), с 1938 года — Гурьевский областной государственный архив. В фондах архива документы Адаевского, Гурьевского, Мангыстауского уездных ревкомов, комитетов исполкомов местных советов, государственных и общественных, кооперативных организаций, профсоюзов, промышленных предприятий, строительных организаций, совхозов, колхозов, учебных и медицинских заведений, культурных учреждений и документы видных деятелей региона. В 1992 году в состав Атырауского областного архива вошел архив бывшего Гурьевского обкома партии. Хронология документов начинается с 1917 года.